# 웅진프리드라이프
웅진프리드라이프(영어: WoongJin Preed Life)는 대한민국의 상조 서비스 기업이다.

## 역사
2002년 2월에 설립되었다. VIG파트너스가 중견 상조업체인 좋은라이프 투자를 시작으로 2020년 프리드라이프까지 인수한 후 좋은라이프를 프리드라이프로 합병시켰다.
2025년 7월 4일부로 사명을 프리드라이프에서 웅진프리드라이프로 변경하였다.